# Битка код Бекуле
Битка код Бакуле (208. п. н. е. ) је битка између Картагине и Римске републике током Другог пунског рата. Битка се одиграла на тлу Шпаније. То је била прва победа Сципиона Африканца од када је преузео команду над римском војском у Шпанији. Картагињанску војску је предводио Хаздрубал Барка.

## Увод
После Сципионовог изненадног напада и освајања Нове Картагине, три картагињанске армије су остале раздвојене са генералима који се нису слагали један с другим. То је дало прилику Римљанима да притисну свакога од њих посебно.
Сципион је покренуо војску 208. п. н. е. против Хаздрубала Барке, који се налазио код Бекуле, близу данашњег Гвадалкивира.
Кад је сазано да се Сципион приближава Хаздрубал заузима јаку обрамбену позицију. Поставио се на високи и дубоки плато заштићен реком напред и назад. Плато се састојао од две степенице. На нижи положај Хаздрубал поставља лакше трупе, а свој логор иза.
Када је Сципион стигао био је несигуран како да нападне Хаздрубала на тако добром положају. С друге стране Сципион је био забринут да ако ништа не чини друге две картагињанске армије се могу придружити. Кренуо је у акцију трећи дан.

## Битка
Пред напад Сципион шаље јединице да блокирају улаз у долину и пролаз на север, чиме спречава могуће картагињанско повлачење.
Римске лака пешадија кренула је против картагињанске лаке пешадије. Римљани су били под кишом стрела и морали су се пењати по стрмини, али ипак су успели потиснути Картагињане кад је дошло до борби прса о прса.
Са својом најбољом војском Сципион изводи напад на бокове картагињанског главног логора. Хаздрубал је био под утиском да се и даље ради само о мањим окршајима и због тога није употребио на време своје главне снаге. Његова лоше припремљена војска је била са три стране обухваћена Римљанима.
Хаздрубал успева побећи са слоновима, свом својом пртљагом и картагињанском војском. Највише је страдала лака пешадија и шпански савезници. Римски легионари су кренули са пљачком картагињанског логора па су тако омогућили Хаздрубалов бег.

## Последице
После битке Хаздрубал Барка води своју умањену војску преко Пиринеја и Алпи у Италију у намери да помогне свом брату Ханибалу.
Успут је прикупио нове војнике Гале.
Многи историчари су критиковали Сципиона, сматрајући да је олако пустио да му Хаздрубал Барка побегне. Други сматрају да би потера за Хаздрубалом била ризик јер су по Шпанији оперисале јиш две велике картагињанске армије, а постојала је и могућност заседе као у бици код Тразименског језера.
Уместо тога Сципион се окренуо склапању савезништва са шпанским племенима. Након Сципионових победа многа племена мењају страну. У међувремену стижу картагињанска појачања, с намером да се поврати изгубљено.